# Ercheia litura
Ercheia litura är en fjärilsart som beskrevs av Embrik Strand 1914. Ercheia litura ingår i släktet Ercheia och familjen nattflyn. Inga underarter finns listade i Catalogue of Life.